# 멜리사 호트먼
멜리사 앤 호트먼(Melissa Anne Hortman, 1970년 5월 27일 ~ 2025년 6월 14일)은 미국의 변호사이자 헤너핀군 출신의 민주농민노동당 정치인이었다. 그녀는 2005년부터 2025년 암살될 때까지 미네소타주 하원에서 트윈시티스 대도시권 북부를 대표했으며, 2017년부터 2019년까지 주 하원 소수당 원내대표를, 2019년부터 2025년까지 제61대 미네소타주 하원의장을 지냈다. 재임 기간 동안 그녀는 교통, 환경권, 낙태권, 경찰 개혁, 총기 규제 정책을 옹호했으며, 주정부의 태양 에너지 표준을 주도적으로 만들었다.
2025년 6월 14일, 호트먼은 남편과 함께 미네소타주 브루클린파크에 있는 자택에서 암살당했다. 용의자는 57세의 밴스 루터 보엘터로 확인되었으며, 같은 날 관련 총격 사건으로 미네소타주 상원의원 존 호프먼을 암살하려 시도한 혐의도 받고 있다.

## 어린 시절과 교육
호트먼은 1970년 5월 27일 프리들리에서 멜리사 앤 할럽족으로 태어났다. 그녀는 스프링 레이크 파크와 앤도버에서 자랐고, 1980년 대통령 선거 보도를 보면서 열 살 때 정치인이 되는 것에 관심을 가졌다. 그녀는 1988년 블레인에 있는 블레인 고등학교를 졸업했다.
호트먼은 1991년 보스턴 대학교에서 철학 및 정치학 전공으로 인문사회 학사 학위(마그나 쿰 라우데)를, 1995년 미네소타 대학교 로스쿨에서 법무박사 학위(쿰 라우데)를, 2018년 하버드 케네디 스쿨에서 행정학 석사 학위를 받았다.

## 초기 경력
호트먼은 미국 상원에서 앨 고어와 존 케리의 인턴으로 일했으며, 로스쿨 재학 중 존 소머빌 판사의 사무원으로 근무했다. 그녀는 브루클린파크 시 인권위원회에서 봉사했으며 헤너핀군 보조 검사로 일했다. 그녀는 1997년 주택 소유주들의 주택 차별에 관한 사건의 변호사로서 처음 대중의 주목을 받았다. 그녀는 의뢰인을 위해 49만 181달러의 민사 소송에서 승소했는데, 이는 "당시 주 역사상 가장 큰 금액의 승소"였다.

## 미네소타주 하원

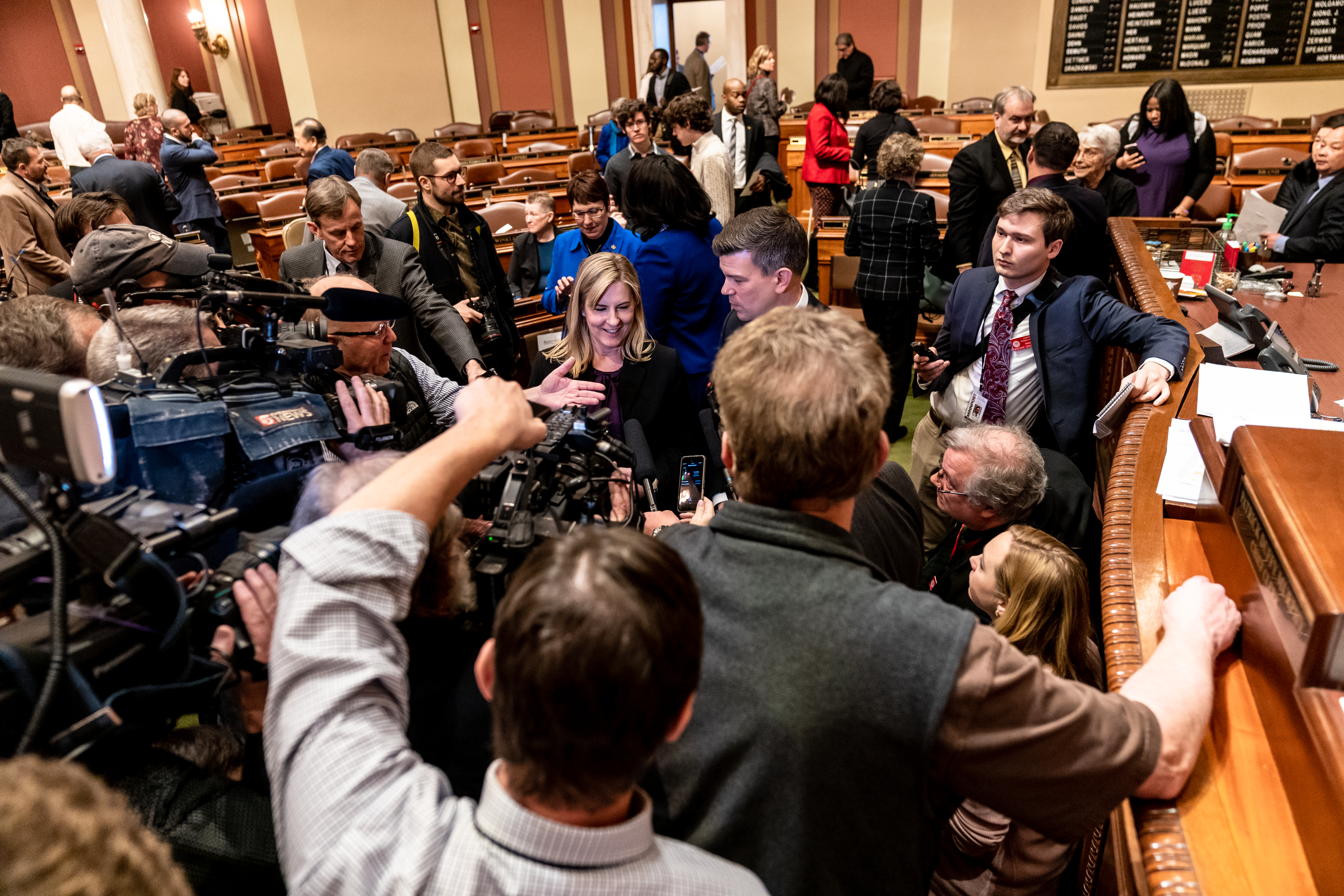
하원의장이 된 후 기자들에게 연설하는 호트먼 (2019년 1월)

호트먼은 2004년 미네소타주 하원 의원에 당선되었으며, 공화당 현직 의원 스테파니 올슨을 물리쳤다. 이후 사망할 때까지 2년마다 재선되었다. 그녀는 1998년에 처음 출마했으나 실패했으며, 2002년에도 다시 출마했다. 2006년과 2008년, 2012년에 그는 앤드류 라인하르트를 누르고 승리를 거두었다. 2010년에는 린다 에팀을 상대로 승리하였고, 2014년과 2016년에는 피터 크레마를 꺾고 연달아 승리했다. 2018년에는 저메인 A. 보치오를 누르고 승리를 거두었으며, 2020년, 2022년, 2024년에는 스콧 시먼스를 상대로 세 차례 연속 승리를 기록했다.
호트먼은 2007년부터 2010년까지 보조 원내대표를, 2011년부터 2012년까지 소수당 원내총무를 역임했다. 2013년부터 2014년까지는 하원 임시 의장을 지냈고 에너지 정책 위원회 의장을 맡았다. 2015년부터 2016년까지는 부소수당 원내대표로 재직했다. 폴 시슨이 은퇴한 후, 호트먼은 동료 의원들의 선출로 2017년부터 2018년까지 소수당 원내대표가 되었다. 2018년 선거에서 DFL 코커스가 다수당 지위를 되찾았을 때, 그녀의 동료들은 그녀를 하원의장으로 선출했다.
첫 임기 동안 호트먼은 자신의 지역구를 통과하는 노스스타 통근 열차 노선을 공개적으로 옹호했다. 그녀는 또한 미네소타 트윈스의 새 경기장 건설을 지지했다. 그녀는 환경 문제와 2020년 하계 올림픽을 미네소타로 유치하려는 노력을 옹호했다. 그녀는 낙태를 지지했고, 총기 규제 정책을 지지했으며, 유권자 신분증 제시 의무화 추진에 반대했다. 2008년, 호트먼은 당시 미네소타 주지사 팀 폴렌티의 휘발유세 인상 거부권 행사를 성공적으로 무효화하는 과정에서 DFL 의사 진행을 이끌었다. 에너지 정책 위원회 의장으로서 그녀는 주의 태양 에너지 표준 및 커뮤니티 태양광 법률을 주도적으로 만들었다.
호트먼은 2017년부터 2019년까지 미네소타주 하원 소수당 원내대표를 역임했으며, 2019년부터 2025년까지 제61대 미네소타주 하원의장을 역임했다.
2017년 4월, 호트먼은 공공 안전 예산안 논의 중 공화당 의원 몇 명이 하원 의사당 옆 휴게실에서 카드 게임을 한 것을 비판하며 주목을 받았다. 특히, 그녀는 소수 민족 출신의 두 민주당 여성 의원이 개인적인 연설을 하는 동안 게임이 진행되고 있다는 사실에 주목했다. 호트먼은 자신의 발언을 계속 옹호했고, 일부 공화당 의원들은 그녀의 사임을 요구했다.
2020년 7월, 호트먼은 "목 조르기 및 질식 기술 사용을 제한하고, 부서가 논란이 되는 전사 스타일 훈련을 제공하는 것을 금지하며, 경찰관이 누군가를 살해하거나 성적 비행으로 기소될 때 조사할 독립적인 주정부 부서를 창설하는" 경찰 개혁 법안 협상을 도왔다.
2025년 1월 제94회 미네소타 주의회가 시작된 이래 2월 초까지 호트먼은 공화당이 의사 진행을 할 정족수를 채우지 못하도록 하원 회의를 보이콧하는 것을 주도했다. 공화당의 리사 데무스는 2월 6일 의장으로 선출되었다. 권력 분담 협정이 타결된 후, 그녀는 3월 17일까지 다시 소수당 원내대표를 지냈으며, 그날 특별 선거로 인해 하원에서 양당이 동률을 이루었다. 그 후 그녀의 직함은 "DFL 리더"로 변경되었고, 데무스와 함께 상당한 권한을 부여받았다.

## 암살
2025년 6월 14일, 호트먼과 남편은 경찰관을 사칭한 용의자에 의해 자택에서 총에 맞아 사망했다. 또 다른 의원인 존 호프먼과 그의 아내도 관련 사건으로 총격을 당했다. 미네소타주 주지사 팀 월즈는 총격이 정치적인 동기에 의한 암살로 보인다고 말했다.
총격 사건 용의자는 57세의 밴스 루터 보엘터로 확인되었다. 브루클린파크 경찰서장 마크 브룰리는 보엘터가 "진짜 경찰관이 아니었고" "명백히 사칭하고 있었다"고 말했다. 보엘터는 아내와 함께 복음주의 선교 단체(1993년에 안수를 받은 것으로 알려짐)와 사설 보안 회사를 운영했다. 그는 낙태 권리와 LGBT 권리에 반대하는 설교를 했다. 현장에 있던 그의 차에서 매니페스토와 다른 표적 목록이 발견되었는데, 여기에는 낙태 찬성 운동가와 정치인, 즉 호트먼, 호프먼, 월즈, 그리고 다른 민주당 정치인들이 포함되어 있었다.
2025년 6월 15일, 미국 상원의원 에이미 클로부차르는 호트먼의 살해를 "정치적 동기에 의한 암살"로 규정하며, 당국이 보엘터가 여전히 중서부 어딘가에 숨어 있으며 "아마도" 미네소타주에 있을 것으로 믿고 있다고 밝혔다. 같은 날, 보엘터가 총격 현장에서 도주한 후 타고 있던 차량이 시블리군에서 발견되었다. 이후 시블리군에 비상 경보가 발령되었다. 또한 보엘터의 아내가 2025년 6월 14일 오나미아에서 "몇몇 다른 친척들"과 함께 교통 단속에 걸렸으며, 현금과 여권을 소지하고 있었던 사실도 공개되었다.

## 영예 및 수상
2019년, 미네소타 우유 생산자 협회는 호트먼이 "낙농 지원 투자 및 구호 이니셔티브"에 800만 달러를 투자하는 2019년 농업, 농촌 개발 및 주택 예산을 확보한 공로를 인정하여 그녀를 올해의 국회의원으로 선정했다. 호트먼은 2020년 의원단에서 초당적 활동으로 상을 받았다. 그녀는 또한 Conservation Minnesota로부터도 상을 받았다.

## 개인 생활
호트먼은 마크 호트먼과 결혼하여 두 자녀를 두었다. 그들은 브루클린파크 (미네소타주)에 살았다. 호트먼은 로마 가톨릭교회 신자였으며 블레인에서 주일학교를 가르쳤다.

## 역대 선거 결과
| 선거명      | 직책명                          | 대수 | 정당                    | 득표율 | 득표수   | 결과 | 당락                 |
| ----------- | ------------------------------- | ---- | ----------------------- | ------ | -------- | ---- | -------------------- |
| 1998년 선거 | 하원의원 (미네소타 제48A선거구) | 81대 | 미네소타 민주농민노동당 | 42.31% | 8,079표  | 2위  | 낙선                 |
| 2002년 선거 | 하원의원 (미네소타 제47B선거구) | 83대 | 미네소타 민주농민노동당 | 43.60% | 7,467표  | 2위  | 낙선                 |
| 2004년 선거 | 하원의원 (미네소타 제47B선거구) | 84대 | 미네소타 민주농민노동당 | 50.90% | 10,846표 | 1위  | 미네소테 주의원 당선 |
| 2006년 선거 | 하원의원 (미네소타 제47B선거구) | 85대 | 미네소타 민주농민노동당 | 55.86% | 9,269표  | 1위  | 미네소테 주의원 당선 |
| 2008년 선거 | 하원의원 (미네소타 제47B선거구) | 86대 | 미네소타 민주농민노동당 | 54.74% | 12,382표 | 1위  | 미네소테 주의원 당선 |
| 2010년 선거 | 하원의원 (미네소타 제47B선거구) | 87대 | 미네소타 민주농민노동당 | 51.32% | 8,278표  | 1위  | 미네소테 주의원 당선 |
| 2012년 선거 | 하원의원 (미네소타 제36B선거구) | 88대 | 미네소타 민주농민노동당 | 55.29% | 11,679표 | 1위  | 미네소테 주의원 당선 |
| 2014년 선거 | 하원의원 (미네소타 제36B선거구) | 89대 | 미네소타 민주농민노동당 | 51.90% | 7,407표  | 1위  | 미네소테 주의원 당선 |
| 2016년 선거 | 하원의원 (미네소타 제36B선거구) | 90대 | 미네소타 민주농민노동당 | 55.66% | 12,064표 | 1위  | 미네소테 주의원 당선 |
| 2018년 선거 | 하원의원 (미네소타 제36B선거구) | 91대 | 미네소타 민주농민노동당 | 63.05% | 12,514표 | 1위  | 미네소테 주의원 당선 |
| 2020년 선거 | 하원의원 (미네소타 제36B선거구) | 92대 | 미네소타 민주농민노동당 | 60.45% | 15,076표 | 1위  | 미네소테 주의원 당선 |
| 2022년 선거 | 하원의원 (미네소타 제34B선거구) | 93대 | 미네소타 민주농민노동당 | 62.48% | 10,469표 | 1위  | 미네소테 주의원 당선 |
| 2024년 선거 | 하원의원 (미네소타 제34B선거구) | 94대 | 미네소타 민주농민노동당 | 63.08% | 13,649표 | 1위  | 미네소테 주의원 당선 |